# 테트리스 (영화)
《테트리스》(영어: Tetris)는 2023년 공개된 전기 드라마 영화로, 존 S. 베어드가 감독을 맡았다. 냉전 말기인 1980년대 말에 벌어진, 소련 게임 테트리스의 특허 및 발매 권리 경쟁을 소재로 한 작품이다.

## 줄거리
1988년 라스베이거스에서 열린 소비자 가전 전시회에서 블릿-프루프 소프트웨어의 네덜란드 비디오 게임 디자이너 행크 로저스는 소련 프로그래머 알렉세이 파지트노프가 개발한 매혹적인 퍼즐 게임인 테트리스를 발견한다. 테트리스는 소련의 엘로그 소유이다. 로저스는 전 세계 라이선스 권한이 영국 기업가 로버트 스타인에게 판매되었고, 스타인이 로버트 맥스웰의 아들인 케빈이 이끄는 미러소프트에 재라이선스했음을 알게 된다. 로저스는 일본에서 PC, 콘솔 및 아케이드용 테트리스를 배포할 권한을 획득한다.
로저스는 닌텐도 CEO 야마우치 히로시에게 패미컴 콘솔과 아케이드용 테트리스를 각색하는 파트너십을 제안한다. 야마우치는 동의하고, 로저스는 은행 매니저 에디로부터 가족 주택을 담보로 사용하여 300만 달러의 대출을 받는다. 그러나 케빈은 로저스에게 세가가 이미 아케이드 권한을 약속받았다고 알려주어 로저스가 패미컴 버전으로 진행하는 데 어려움을 겪게 한다. 로저스는 필요한 권한을 확보할 시간을 벌기 위해 닌텐도에 로열티 선금을 절박하게 요구하지만, 대신 닌텐도의 시애틀 본사로 안내된다. 그곳에서 로저스는 닌텐도의 다가오는 게임보이 휴대용 콘솔의 출시작으로 슈퍼 마리오 랜드 대신 테트리스를 제안한다. 닌텐도 오브 아메리카의 사장 아라카와 미노루와 총괄 변호사 하워드 링컨은 로저스가 휴대용 권한을 확보한다는 조건으로 동의한다.
로저스는 런던에서 스타인과 협상하며 휴대용 권한에 대해 25,000달러를 제시한다. 그러나 스타인은 나중에 아타리 게임즈에 100,000달러에 권한을 약속한다. 엘로그와 직접 거래해야 한다는 것을 깨달은 로저스는 엄격하게 통제되는 소련 시스템에서 운영하는 위험에도 불구하고 모스크바로 향한다. 엘로그에서 로저스는 니콜라이 벨리코프 회장을 만나고, 그의 패미컴 버전 테트리스가 불법으로 간주된다는 것을 알게 된다. 이는 스타인이 모호한 계약 문구를 이용하여 PC 버전 이상의 권한을 재라이선스했기 때문이다. 로저스는 이러한 조작을 밝히고, 벨리코프는 플랫폼별 권한을 정의하는 새로운 계약을 작성한다.
로저스는 파지트노프를 만나고 점차 친구가 된다. 테트리스의 성장하는 잠재력은 소련 공산당 중앙위원회와 국가보안위원회 연결망을 가진 부패한 공산당 관리 발렌틴 트리포노프의 조사를 받게 된다. 트리포노프는 테트리스를 정치적, 재정적 자산으로 활용하려 하며 로저스, 파지트노프, 그리고 그들의 가족을 위협한다. 트리포노프는 벨리코프에게 미러소프트에 테트리스를 판매하도록 압력을 가한다. 벨리코프는 케빈에게 미러소프트가 일주일 안에 100만 달러를 송금하면 테트리스를 가질 수 있다고 말한다. 벨리코프는 로저스에게 일주일 안에 자신만의 제안을 하도록 개인적으로 이야기하고 별도의 의향서를 준다. 도쿄로 돌아온 로저스는 테트리스 계약에 대한 헌신으로 인해 딸 마야의 콘서트를 놓치면서 개인적인 어려움에 직면한다.
벨리코프의 명령에 따라 파지트노프는 미러소프트의 편지를 로저스의 직장으로 팩스로 보내 미러소프트가 합의된 기한 내에 테트리스 권한을 획득하지 못했음을 보여준다. 닌텐도는 로저스에게 아타리가 테트리스 버전을 출시한다고 말한다. 로저스는 스타인과 맥스웰들이 거짓말을 했으며 편지가 전날 만료되었으므로 아타리는 테트리스에 대한 권한이 전혀 없다고 말한다. 그는 아라카와와 링컨에게 모스크바에서 거래를 마무리할 것을 촉구한다. 스타인은 자신을 뒤로 하고 엘로그와 거래한 케빈에게 격분하며 맞서고, 맥스웰들은 소련 지도자 미하일 고르바초프에게 자본주의 이익에 판매하는 것에 대해 직접 경고한다. 고르바초프는 그들의 우려를 일축하지만 트리포노프를 감시하도록 명령한다. 엘로그는 결국 닌텐도의 콘솔 및 휴대용 권한에 대한 500만 달러 제안을 수락한다.
로버트 맥스웰이 로저스를 막는 대가로 트리포노프에게 테트리스 지분 50%를 제안하면서 긴장이 고조된다. 트리포노프가 로저스, 아라카와, 링컨이 공항으로 가는 길을 가로막으려 하자 고속 자동차 추격전이 벌어진다. 로저스의 통역사이자 비밀 KGB 요원인 사샤가 개입하여 트리포노프를 체포하고 세 사람이 탈출할 수 있도록 한다.
테트리스는 게임보이 및 기타 플랫폼 출시 이후 세계적인 현상이 된다. 로저스는 도쿄로 돌아와 가족과 화해하고 아내 아케미에게 블릿-프루프 소프트웨어로 보낼 500만 달러 수표를 보여준다. 그의 고향에서 파지트노프는 노래 혁명을 지켜보고 로저스로부터 테트리스가 들어있는 게임보이를 받는다. 로저스는 파지트노프와 그의 가족이 미국으로 이주하는 것을 돕는다. 에필로그에서는 로저스와 파지트노프가 테트리스 컴퍼니를 공동 설립했으며, 마야가 나중에 CEO가 되고, 두 사람은 계속 친구로 남아있음이 밝혀진다.

## 출연진
- 태런 에저턴 - 헹크 로저스 역
- 토비 존스 - 로버트 스타인 역
- 니키타 예프레모프 - 알렉세이 파지트노프 역
- 로저 앨럼 - 로버트 맥스웰 역
- 앤서니 보일 - 케빈 맥스웰 역
- 이가와 도고 - 야마우치 히로시 역
- 야마무라 겐 - 아라카와 미노루 역
- 벤 마일스 - 하워드 링컨 역
- 매슈 마시 - 미하일 고르바초프 역
- 릭 윤 - 에디 역
- 올레그 스테판 - 니콜라이 벨리코프 역

## 내용주
1. ↑  로저스는 벨리코프에게 PC를 키보드, 모니터, 디스크 드라이브를 갖춘 장치로 정의할 것을 조언했다.